# Ivan Generalić
Ivan Generalić (Hlebine, 21 dicembre 1914 – Koprivnica, 27 novembre 1992) è stato un pittore naïf croato.

## Biografia
Fu uno dei più importanti pittori naïf a livello mondiale e rappresentante della famosa scuola di Hlebine, dal nome del piccolo villaggio ai confini con l'Ungheria nella regione della Podravina dove questo stile di pittura è stato sviluppato.
La prima mostra di Generalić risale al 1931 al padiglione dell'arte di Zagabria, fino ad approdare a Parigi nel 1953 dove ha vissuto e dipinto per 2 mesi.
Generalić non si è praticamente mai spostato dalla Podravina, salvo che per la breve trasferta a Parigi. Anche da pittore affermato, ha sempre condotto una vita semplice, non dissimile dagli altri contadini della Podravina; tra le sue grandi passioni ci sono il calcio (da giovane ha giocato nella squadra Lipa di Hlebine), i piccioni che ha sempre accudito amorevolmente e la pesca nel fiume Drava
Nel 1975 si è trasferito a Sigetec, un villaggio vicino a Hlebine.
Generalić si è sposato due volte: nel 1934 con Anka Kolarek e nel 1975, dopo la morte di Anka, con Roza. Il figlio Josip e il nipote Goran sono entrambi apprezzati pittori naïf.